# Geekbench
Geekbench — проприетарное и условно-бесплатное кроссплатформенное приложение для тестирования производительности компьютеров, ноутбуков, планшетов и смартфонов.

## История
Geekbench начинался как тест производительности для Mac OS X и Windows, а теперь это кроссплатформенный тест производительности, который поддерживает macOS, Windows, Linux, Android и iOS.
В версии 4, Geekbench начал измерять производительность GPU в таких областях, как обработка изображений и компьютерное зрение.
В версии 5, Geekbench прекратил поддержку IA-32.
В версии 6, текущей версии, Geekbench включает тесты производительности CPU и GPU.

## Использование
Программа использует систему оценки, которая разделяет производительность одноядерных и многоядерных систем, и рабочие нагрузки, предназначенные для моделирования реальных сценариев. Тест производительности доступен для macOS, Windows, Linux, Android и iOS. Бесплатные пользователи должны загрузить результаты тестов онлайн, чтобы запустить тест производительности.
В 2013 году полезность оценок из более ранних версий Geekbench (до версии 3) была серьёзно оспорена Линусом Торвальдсом на онлайн-форуме. Его обеспокоенность тем, что Geekbench объединял различные тесты в одну оценку, была решена в Geekbench 4 путём разделения целочисленных, с плавающей запятой и криптографических тестов на подоценки. Линус рассматривал изменения как улучшения в неофициальном обзоре.